# Economia d'Eritrea
Des de la seva independència d'Etiòpia el 1993, Eritrea enfronta els problemes econòmics d'un país petit i pobre, accentuats per la implementació de polítiques restrictives. L'economia d'Eritrea està basada en l'agricultura, font de treball per 80% de la població.
La guerra contra Etiòpia entre 1998 i 2000 va danyar severament l'economia: el creixement del producte interior brut va caure a zero el 1999 i -12% el 2000.